# 행정계획
행정계획(行政計畵)이란 행정주체가 일정한 행정활동을 위한 목표를 설정하고, 서로 관련되는 행정수단의 종합, 조정을 통하여 목표로 제시된 장래의 일정한 시점에 있어서의 일정한 질서를 실현하기 위한 활동기준 또는 그의 설정행위이다. 행정주체는 행정계획을 입안, 결정하는 데 광범위한 계획재량을 갖는다

## 기능
1. 목표설정기능
2. 행정수단의 종합화기능
3. 행정과 국민의 매개적 기능(예측가능성 부여기능, 유도적 기능)

## 행정계획에 관한 학설
행정입법설, 행정행위설, 독자성설, 혼합행위설, 복수기준설 등이 대립하고 복수기준설이 최근의 다수설과 판례의 입장이다.

## 종류

### 구속력에 따른 분류
- 구속적 계획: 국민에 대한 구속적 계획(도시관리계획), 타 계획에 대한 구속적 계획(국토종합계획), 관계행정기관에 대한 구속적 계획(예산의 운용계획)
- 비구속적 계획 : 경제개발5개년 계획, 광역도시계획,도시기본계획

### 형식에 따른 분류
- 자료제공적 계획
- 영향적 계획
- 규범적 계획

### 계획기간에 따른 분류
- 단기계획
- 증기계획
- 장기계획

### 계획대상지역에 따른 분류
- 전국계획
- 지방계획
- 구역계획

### 생활영역에 따른 분류
- 경제계획
- 사회계획
- 교육문화계획
- 시설계획

## 효력

### 효력요건
- 행정계획을 법률, 법규명령, 조례의 형식으로 정하는 경우: 공포, 특별한 규정이 없는 한 공포한 날로부터 20일이 경과함으로써 효력 발생
- 행정계획을 그 밖의 형식으로 정하는 경우: 고시, 특별한 규정이 없는 한 고시와 동시에 효력 발생

## 권리구제
도시관리계획은 개인의 권리 내지 법률상의 이익을 구체적으로 규제하는 효과를 가져오므로 항고소송의 대상이 된다는 것이 판례의 입장이다. 행정계획이 행정활동의 지침에 그치거나 행정조직 내부에서만 효력을 가질 때는 항고소송의 대상으로서의 처분성을 갖지 않는다. 행정계획에 대한 행정쟁송은 행정계획이 집행단계에 이르렀을 때 제기되는 경우가 많으며, 이 경우 당해 행정계획이 위법하다 하더라도 사정판결에 의해 취소되지 않을 가능성이 있다. 행정계획으로 인한 국민의 재산권 행사에 대한 제약이 ‘특별한 희생’에 해당된다 하더라도 보상규정이 없는 경우, 직접적인 손실보상청구권이 인정되지 않음이 원칙이다.

## 판례
구체적 사례에 따라 처분성을 인정하기도 하고 부정하기도 한다.
- 도시계획법 제12조 소정의 고시된 도시계획결정은 특정 개인의 권리내지 법률상의 이익을 개별적이고 구체적으로 규제하는 효과를 가져오게 하는 행정청의 처분이라 할 것이고, 이는 행정소송의 대상이 된다[2]
- 도시기본계획은 도시의 기본적인 공간구조와 장기발전방향을 제시하는 종합계획으로서 그 계획에는 토지이용계획, 환경계획, 공원녹지계획 등 장래의 도시개발의 일반적인 방향이 제시되지만, 그 계획은 도시계획입안의 지침이 되는 것에 불과하여 일반 국민에 대한 직접적인 구속력은 없는 것이므로, 도시기본계획을 입안함에 있어 토지이용계획에는 세부적인 내용을 기재하지 아니하고 다소 포괄적으로 기재하였다 하더라도 기본구상도상에 분명하게 그 내용을 표시한 이상 도시기본계획으로서 입안된 것이라고 봄이 상당하고, 또 공청회 등 절차에서 다른 자료에 의하여 그 내용이 제시된 다음 관계 법령이 정하는 절차에 따라 건설교통부장관의 승인을 받아 공람공고까지 되었다면 도시기본계획으로서 적법한 효력이 있는 것이다.[3]
- 도시계획법 등 관계 법령에는 추상적인 행정목표와 절차만을 규정되어 있을 뿐 행정계획의 내용에 대하여는 별다른 규정을 두고 있지 아니하므로 행정주체는 구체적인 행정계획을 입안, 결정함에 있어서 비교적 광범위한 형성의 자유를 가진다.[4]
- 국토해양부, 환경부, 문화체육관광부, 농림수산식품부가 합동으로 2009. 6. 8. 발표한 ‘4대강 살리기 마스터플랜’ 등은 4대강 정비사업과 주변 지역의 관련 사업을 체계적으로 추진하기 위하여 수립한 종합계획이자 ‘4대강 살리기 사업’의 기본방향을 제시하는 계획으로서, 행정기관 내부에서 사업의 기본방향을 제시하는 것일 뿐, 국민의 권리·의무에 직접 영향을 미치는 것이 아니어서 행정처분에 해당하지 않는다.[5]
- 주택재건축정비사업조합이 법에 기초하여 수립한 사업시행계획이 인가·고시를 통해 확정되면 그 사업시행계획은 이해관계인에 대한 구속적 행정계획으로서 독립된 행정처분에 해당한다.[6]

- 문화재보호구역 내에 있는 토지소유자 등으로서는 위 보호구역의 지정해제를 요구할 수 있는 법규상 또는 조리상의 신청권이 있다고 할 것이고, 이러한 신청에 대한 거부행위는 항고소송의 대상이 되는 행정처분에 해당한다.[7]

- 행정계획이 행정활동의 지침에 그치거나 행정조직 내부에서만 효력을 가질 때는 항고소송의 대상으로서의 처분성을 갖지 않는다[8]

- 공고 및 공람절차 등 법령상 사전절차를 거치지 않은 행정계획은 위법하다[9]

- 채광계획인가로 고유수면점용허가가 의제될 경우, 공유수면점용허가 불허사유로써 채광계획을 인가하지 아니할 수 있다[10]
- 행정주체가 행정계획을 입안·결정함에 있어서 이익형량의 고려 대상에 마땅히 포함시켜야 할 사항을 누락한 경우 그 행정계획결정은 재량권을 일탈·남용한 것이다.[11]
- 구 ｢도시계획법｣상 도시계획구역 내 토지 등을 소유하고 있는 주민으로서는 입안권자에게 도시계획입안을 요구할 수 있는 법규상 또는 조리상 신청권이 있다.[12]

- ｢산업입지 및 개발에 관한 법률｣에 따른 산업단지개발계획상 산업단지 안의 토지소유자로서 산업단지개발계획에 적합한 시설을 설치하여 입주하려는 자는 산업단지지정권자에 대하여 산업단지개발계획의 변경을 요청할 수 있는 법규상 또는 조리상 신청권이 있다.[13]
- 주택재건축정비사업조합이 ｢도시 및 주거환경정비법｣에 따라 수립하는 관리처분계획은 구속적 행정계획에 해당한다.[14]
- 구 ｢국토이용관리법｣상 장래 일정한 기간 내에 관계 법령이 규정하는 시설 등을 갖추어 일정한 행정처분을 구하는 신청을 할 수 있는 법률상 지위에 있는 자의 국토이용계획변경신청을 거부하는 것이 실질적으로 당해 행정처분 자체를 거부하는 결과가 되는 경우 그 신청인에게 국토이용계획변경을 신청할 권리가 인정된다.[15]
- “도시계획구역 내 토지 등을 소유하고 있는 사람과 같이 당해 도시계획시설결정에 이해관계가 있는 주민으로서는 도시시설계획의 입안권자 내지 결정권자에게 도시시설계획의 입안 내지 변경을 요구할 수 있는 법규상 또는 조리상의 신청권이 있고, 이러한 신청에 대한 거부행위는 항고소송의 대상이 되는 행정처분에 해당한다.”[16]

- “행정주체가 가지는 이와 같은 형성의 자유는 무제한적인 것이 아니라 그 행정계획에 관련되는 자들의 이익을 공익과 사익 사이에서는 물론이고 공익 상호 간과 사익 상호 간에도 정당하게 비교교량하여야 한다는 제한이 있으므로, 행정주체가 행정계획을 입안·결정함에 있어서 이익형량을 전혀 행하지 아니하거나 이익형량의 고려 대상에 마땅히 포함시켜야 할 사항을 누락한 경우 또는 이익형량을 하였으나 정당성과 객관성이 결여된 경우에는 그 행정계획결정은 형량에 하자가 있어 위법하게 된다[17].위와 같은 법리는 행정주체가 구 국토의 계획 및 이용에 관한 법률(2009. 2. 6. 법률 제9442호로 개정되기 전의 것) 제26조에 의한 주민의 도시관리계획 입안 제안에 대하여 이를 받아들여 도시관리계획결정을 할 것인지 여부를 결정함에 있어서도 마찬가지이고[18], 나아가 도시계획시설구역 내 토지 등을 소유하고 있는 주민이 장기간 집행되지 아니한 도시계획시설의 결정권자에 대하여 도시계획시설의 변경을 신청하고, 그 결정권자가 이러한 신청을 받아들여 도시계획시설을 변경할 것인지 여부를 결정함에 있어서도 동일하게 적용된다고 보아야 한다.“[19]

- “장기미집행 도시계획시설결정의 실효제도는 도시계획시설부지로 하여금 도시계획시설결정으로 인한 사회적 제약으로부터 벗어나게 하는 것으로서 결과적으로 개인의 재산권이 보다 보호되는 측면이 있는 것은 사실이나, 이와 같은 보호는 입법자가 새로운 제도를 마련함에 따라 얻게 되는 법률에 기한 권리일 뿐 헌법상 재산권으로부터 당연히 도출되는 권리는 아니다.”[20]

- “후행 도시계획의 결정을 하는 행정청이 선행 도시계획의 결정·변경 등에 관한 권한을 가지고 있지 아니한 경우에 선행 도시계획과 서로 양립할 수 없는 내용이 포함된 후행 도시계획결정을 하는 것은 아무런 권한 없이 선행 도시계획결정을 폐지하고, 양립할 수 없는 새로운 내용이 포함된 후행 도시계획결정을 하는 것으로서, 선행 도시계획결정의 폐지 부분은 권한 없는 자에 의하여 행해진 것으로서 무효이고, 같은 대상지역에 대하여 선행 도시계획결정이 적법하게 폐지되지 아니한 상태에서 그 위에 다시 한 후행 도시계획결정 역시 위법하고, 그 하자는 중대하고도 명백하여 다른 특별한 사정이 없는 한 무효라고 보아야 한다.”[21]

## 조문
- 일반적으로 행정계획의 결정으로 다른 인, 허가가 의제되는 경우, 계획을 결정하는 행정청은 의제되는 행위의 인, 허가 행정청의 협의를 거치도록 법률이 규정하고 있다[22]

## 같이 보기
- 신뢰보호의 원칙
- 계획보장청구권
- 도시계획
- 공청회